# Pendleton, South Carolina
Pendleton är en kommun (town) i Anderson County i South Carolina. Vid 2010 års folkräkning hade Pendleton 2 964 invånare.